# みとり饅頭
みとり饅頭（みとりまんじゅう）は、福岡県上毛町、大分県宇佐市といった旧・豊前国の郷土料理。みとり豆で餡子を作った饅頭である。
饅頭の皮を作る際に重曹（炭酸ナトリウム）を用いるため、「炭酸まんじゅう」や「ソーダまんじゅう」とも呼ばれる。
上毛町は米と麦との二毛作が盛んな土地であり、田植えが全て終わったら、農作業を1日休み、小麦粉でみとり饅頭を作る「さなぼり」と呼んでいる風習があった。
みとり豆はササゲの一種であり、秋に収穫される小豆と違って夏のお盆前に収穫できるため「夏小豆」とも呼ばれる。夏に採れたみとり豆は、翌年に作るみとり饅頭用に乾燥させて保管される。
みとり豆はみとり饅頭以外にも赤飯を炊くのにも使われるが、生産量は少なく、ほとんどが地元で消費されている。